# Edmundo del Águila Morote
Ricardo Edmundo del Águila Morote (Huánuco, 28 de diciembre de 1942) es un ingeniero agrónomo y político peruano. Es miembro del partido Acción Popular y se desempeñó como diputado por Lima en el disuelto periodo 1990-1992. 

## Biografía
Nació el 28 de diciembre de 1942 en la ciudad de Huánuco. Estudio secundaria en el Colegio Nuestra Señora de Guadalupe de Lima.
Durante 1962 y 1966 estudió Agronomía en la Universidad Nacional Agraria La Molina, donde obtuvo su bachiller y se especializó en Ciencias del suelo. Estudió la carrera de Planeamiento urbano y regional en la Universidad Nacional de Ingeniería durante 1975 y 1977.
Es gerente de Edamconsultores desde 2007.

## Carrera política
Fue dirigente universitario, distrital y nacional, fue además presidente del Proyecto Pichis-Palcazu entre 1980 y 1983.
Como político incursiona militando en Acción Popular, partido político de Fernando Belaúnde Terry, e intentó sin éxito postularse como senador en las elecciones de 1985. En 1987 fue elegido secretario general de Acción Popular, cargo en el que estuvo hasta 1990.
Fue elegido diputado por Lima en las elecciones de 1990 por el Frente Democrático, coalición liderada por Mario Vargas Llosa. Sin embargo, su cargo fue disuelto por el autogolpe de Estado del régimen fujimorista en 1992, hecho por el cual formó parte de la oposición al gobierno de Alberto Fujimori hasta su caída en el año 2000.
En las elecciones de 1995 postuló como congresista y candidato a la segunda vicepresidencia del Perú en la fórmula presidencial de Raúl Diez-Canseco, en la cual tenía a Juan Incháustegui como primer vicepresidente. Obtuvo el sexto lugar con el 1,07% de votos válidos y no salió electo.
En las elecciones municipales del 2010, postuló como regidor en la lista de Gonzalo Alegría, pero el candidato quedó en séptimo lugar con el 2,02% y no logró ser electo regidor.
Fue elegido vicepresidente de Acción Popular en 2011, cargo con el que estuvo hasta 2015. Durante su cargo, Del Águila formó alianza con el partido de Alejandro Toledo para las elecciones generales del 2011 y en la segunda vuelta electoral, donde se disputaban las candidaturas de Ollanta Humala y Keiko Fujimori, Del Águila anunció su apoyo a la candidatura de Humala para evitar el retorno del régimen dictatorial de Fujimori.
En las elecciones del 2016 se postuló nuevamente como segundo vicepresidente en la fórmula presidencial de Alfredo Barnechea, la cual tenía a Víctor Andrés García Belaúnde como primer vicepresidente, pero no salió electo.
En 2021 fue nuevamente electo secretario general de Acción Popular con 5,165 votos, donde se impuso a Julio Chávez.